# Haematopota schoutedeni
Haematopota schoutedeni är en tvåvingeart som först beskrevs av Surcouf 1911.  Haematopota schoutedeni ingår i släktet Haematopota och familjen bromsar.
Artens utbredningsområde är Kongo. Inga underarter finns listade i Catalogue of Life.